# Hargla

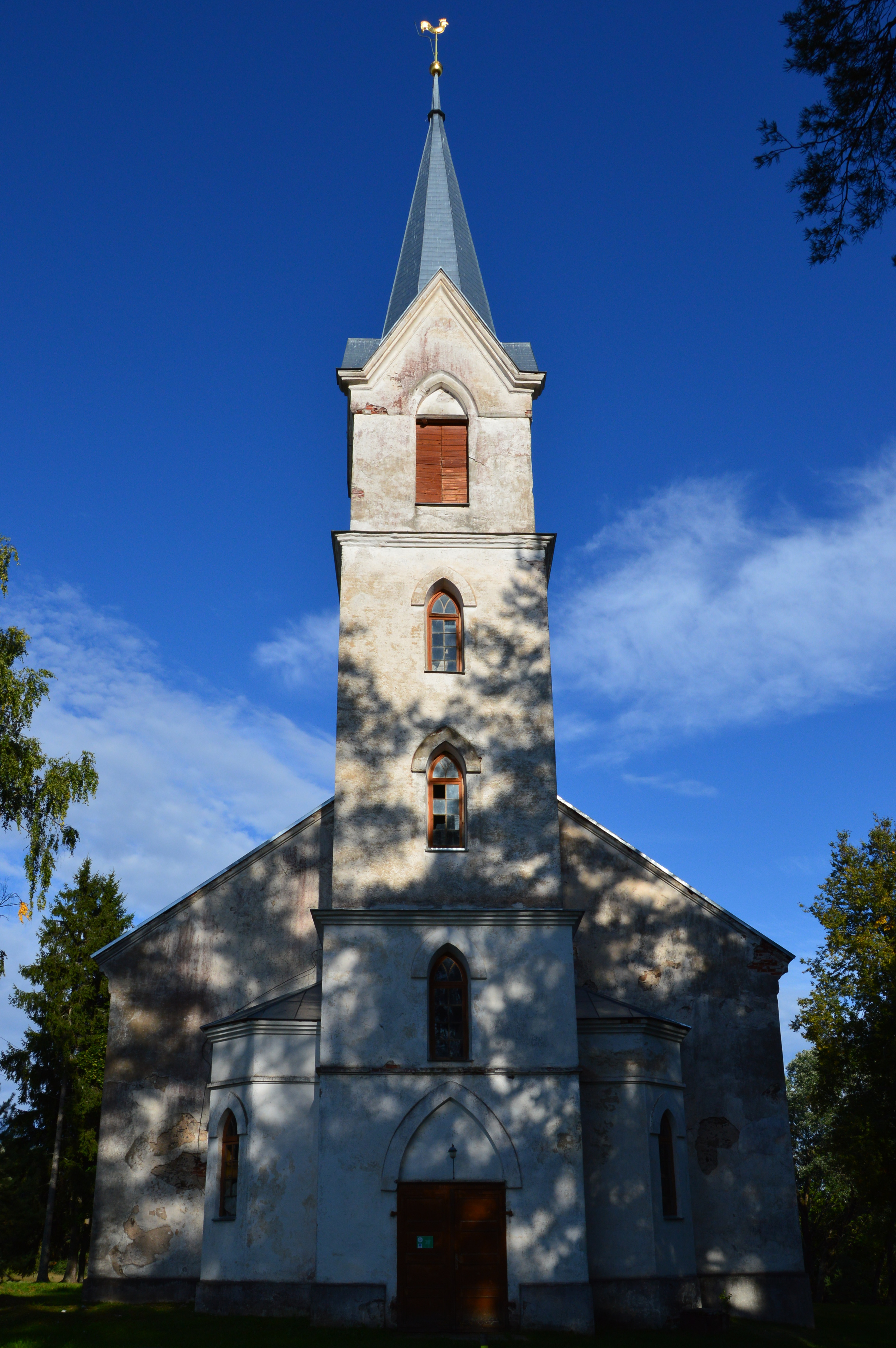
Hargla Kirche

Hargla (deutsch Harjel, Võro Harglõ) ist ein Dorf (estnisch küla) im estnischen Kreis Valga. Es gehört zur Landgemeinde Valga (bis 2017 Taheva). Hargla hat 228 Einwohner (Stand 1. Januar 2007).
Die Gegend von Hargla ist sehr ländlich geprägt. Durch breite Urstromtäler fließen die Flüsse Koiva, Mustjõgi, Peetri und Hargla.
Im Mittelalter gehörte der östliche Teil der Gegend zum Bistum Dorpat, der westliche Teil zu Urvaste. Die wohl erste Kirche entstand 1667 in Hargla (im Nordischen Krieg zerstört). Mit Erlass des schwedischen Königs Karl XI. vom 21. April 1694 wurden Urvaste (deutsch Urbs), Karula (Karolen) und Gaujiena (Adsel) zum Kirchspiel Hargla vereint.
Wahrzeichen von Hargla ist heute die zwischen 1817 und 1821 errichtete Kirche im neogotischen Stil mit ihrem massiven Turm. Der Bau ist typisch für die Architektur der repräsentativen livländischen Landkirchen der damaligen Zeit. Östlich befindet sich der um 1773 errichtete Friedhof mit der Grabkapelle der Familie des deutschbaltischen Generalmajors von Wassermann (1781).
Etwa 3 km nördlich von Hargla liegt der 124 m hohe Essemägi. Der deutsche Forscher Friedrich Georg Wilhelm Struve führte dort im 19. Jahrhundert seine astronomisch-geodätischen Untersuchungen zur Vermessung des Erdumfangs durch. In seinen Schriften preist Struve die Schönheit der dortigen Wälder.